# В. Володарский

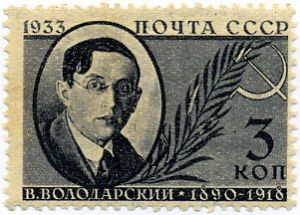
Почтовая марка СССР, 1933 год

Памятник Володарскому у Володарского моста в Санкт-Петербурге

Моисе́й Ма́ркович Гольдште́йн, более известный как В. Волода́рский (11 декабря 1891, Острополь, Волынская губерния — 20 июня 1918, Петроград) — русский революционер еврейского происхождения, деятель партии большевиков и Советского государства.

## Биография

### Ранние годы

Володарский в 1918 году

Родился в местечке Острополь Остропольской волости Новоград-Волынского уезда Волынской губернии (ныне — село Старый Острополь Староконстантиновского района Хмельницкой области, Украина) в семье еврея-ремесленника.
Поступил в 5-й класс гимназии в Дубно, уже через год был исключён оттуда за неблагонадёжность и ненадолго арестован.

### Член Бунда
Член Бунда с 1905 года, в возрасте 14 лет, затем работал в организации украинских социал-демократов «Спилка».
Во время революции 1905—1907 годов (с 14 лет) составлял и печатал нелегальные воззвания, организовывал митинги.
С 1908 по 1911 год (с 17 лет) работал революционным агитатором в Волынской и Подольской губерниях.
В 1911 году в возрасте 20 лет сослан в Пинегу Архангельской губернии. Провёл там два года. В феврале 1913 года в честь 300-летия дома Романовых была объявлена амнистия для мелких преступников. Был освобождён по амнистии.

### Эмиграция в США
В 1913 году в возрасте 22 лет эмигрировал в США, где вступил в Социалистическую партию Америки и международный профсоюз портных (работая закройщиком на портняжной фабрике в Филадельфии). Во время Первой мировой войны вместе с Троцким и Бухариным издавал в Нью-Йорке еженедельную газету «Новый Мир».

### Возвращение в Россию
В мае 1917 года, после Февральской революции и объявления амнистии политэмигрантам Временным правительством, вернулся в Россию, «межрайонец», затем член РСДРП(б), назначен главным агитатором Петроградского комитета большевиков.
Вошёл в президиум Петроградского совета и Петроградской городской Думы. Делегат VI съезда РСДРП(б). На 2-м Всероссийском съезде советов избран в Президиум ВЦИК. Участник Октябрьской революции. Комиссар по делам печати, пропаганды и агитации Петрограда.
В начале 1918 года командирован Центральным комитетом партии на съезд армий Румынского фронта для агитации среди военных. В 1918 году — комиссар печати, пропаганды и агитации в Союзе коммун Северной области. На этом посту руководил цензурой и репрессиями в отношении оппозиционной прессы, особенно усилившимися в мае 1918 года, когда он был главным обвинителем на получившем широкую огласку публичном процессе против нескольких небольшевистских вечерних газет[каких?].
В середине июня 1918 года стал также основным организатором подтасовки результатов выборов в Петроградский совет, а также создателем и главным редактором одного из главных органов печати этого совета — «Красной газеты». Всё это сделало его одним из наиболее ненавистных со стороны противников ленинского режима.

### Гибель
20 июня 1918 года Володарский на автомобиле направлялся на очередной митинг на Обуховский завод, однако бензин закончился и он пошёл дальше пешком. В это время в Прямом переулке за часовней его уже поджидал эсер-боевик рабочий Никита Сергеев (по некоторым сведениям, это псевдоним, организатором был Григорий Семёнов), который выстрелом из пистолета убил его. О покушении на Володарского сохранились показания его шофёра Гуго Юргенса.

### Похороны
Торжественно похоронен 23 июня 1918 года на Марсовом поле в Петрограде. На месте его убийства на Конногвардейском бульваре в июне 1919 года был открыт памятник из тонированного гипса (скульптор М. Ф. Блох), и, согласно изданию «Энциклопедия Санкт-Петербурга», был «взорван контрреволюционерами вскоре после открытия».
Сравнивая состояние памятников В. Володарскому и Петру I в апреле 1922 года, известный архивист Г. А. Князев записал в дневнике: «Ничего не понимаю. Или, может быть, слишком много понимаю… Памятник Володарскому в начале Конногвардейского бульвара с разрушенными ногами и в грязном, рваном чехле, из которого торчит протянутая рука,— страшный символ несчастной России. Я не могу без содрогания сердца проходить мимо этого безобразия… А там, неподалеку, другой памятник — Гиганта на взбешенном коне. Он ещё цел. Только буквы скрали. Вот, нет жива еще Россия».
Похороны Володарского газеты описывали как «путь следования мученика пролетарской революции на Красную Голгофу ― Площадь Жертв Революции»

## Убийство Володарского
В советской историографии убийство Володарского считалось актом индивидуального белого террора, совершённого от имени партии правых эсеров и послужившего, наряду с убийством Моисея Урицкого и покушением на Владимира Ленина, причиной начала ответного красного террора. Несмотря на то что ЦК партии эсеров категорически отрицал свою причастность к акции, данное обвинение было выдвинуто на прошедшем в 1922 году «процессе эсеров», на котором Григорий Семёнов, ранее написавший в эмиграции книгу о военной и боевой работе эсеров в 1917—1918 годах, выступил с признательными показаниями. Существуют и другие версии, в частности, что преступление носило бытовой характер и было связано с личной жизнью Володарского. Незавершённость следствия и отсутствие открытого слушания дела в суде не позволяла сделать окончательных выводов о мотивах убийства.
Версия теракта была подтверждена в исследовании петербургского историка, исследователя Гражданской войны И. С. Ратьковского.

## Память
- В честь В. Володарского были названы некоторые географические объекты стран бывшего Советского Союза: посёлок Володарский и Володарский район в Астраханской области, Володарский район в Брянске, посёлок Володарского, микрорайон Володарский и улица Володарского в Нижнем Новгороде, Посёлок Володарского в Московской области, город Володарск в Нижегородской области, посёлок Володарский (Ульяновская область) Ранее его имя также носили города Пошехонье (Ярославская область, в 1918—1992 гг. — Пошехонье-Володарск) и Хорошев (Житомирская область, Украина, в 1927—2016 гг. — Володарск-Волынский), с 1942 по 1958 гг. Заволжский район (Ульяновск) носил имя Володарский, с 1923 по 2016 г.
- Во многих городах бывшего СССР имя Володарского было увековечено в названиях улиц[14], проспектов, площадей и тому подобных объектов, часть из которых в настоящее время переименованы.
- Литейный проспект в Петрограде был в 1918 году переименован в проспект имени Володарского, однако в 1944 году ему было возвращено его первоначальное название. Также в Санкт-Петербурге имя Володарского носят трамвайный парк и мост через Неву, а исторический район Сергиево в 1918—2016 гг. назывался Володарский.
- В 1933 году была выпущена почтовая марка СССР, посвящённая Володарскому.
- В Рыбинске его имя носил Судостроительный завод (ныне — ООО «Верфь братьев Нобель»).
- Эскадренный миноносец Володарский (1922—1941 гг.).
- Пароход Володарский (1918—1989).
- 9 ноября 1922 года Ульяновский патронный завод (тогда ещё Симбирский) был назван в честь Володарского.
- Имя Володарского носит библиотека № 163 в Москве.

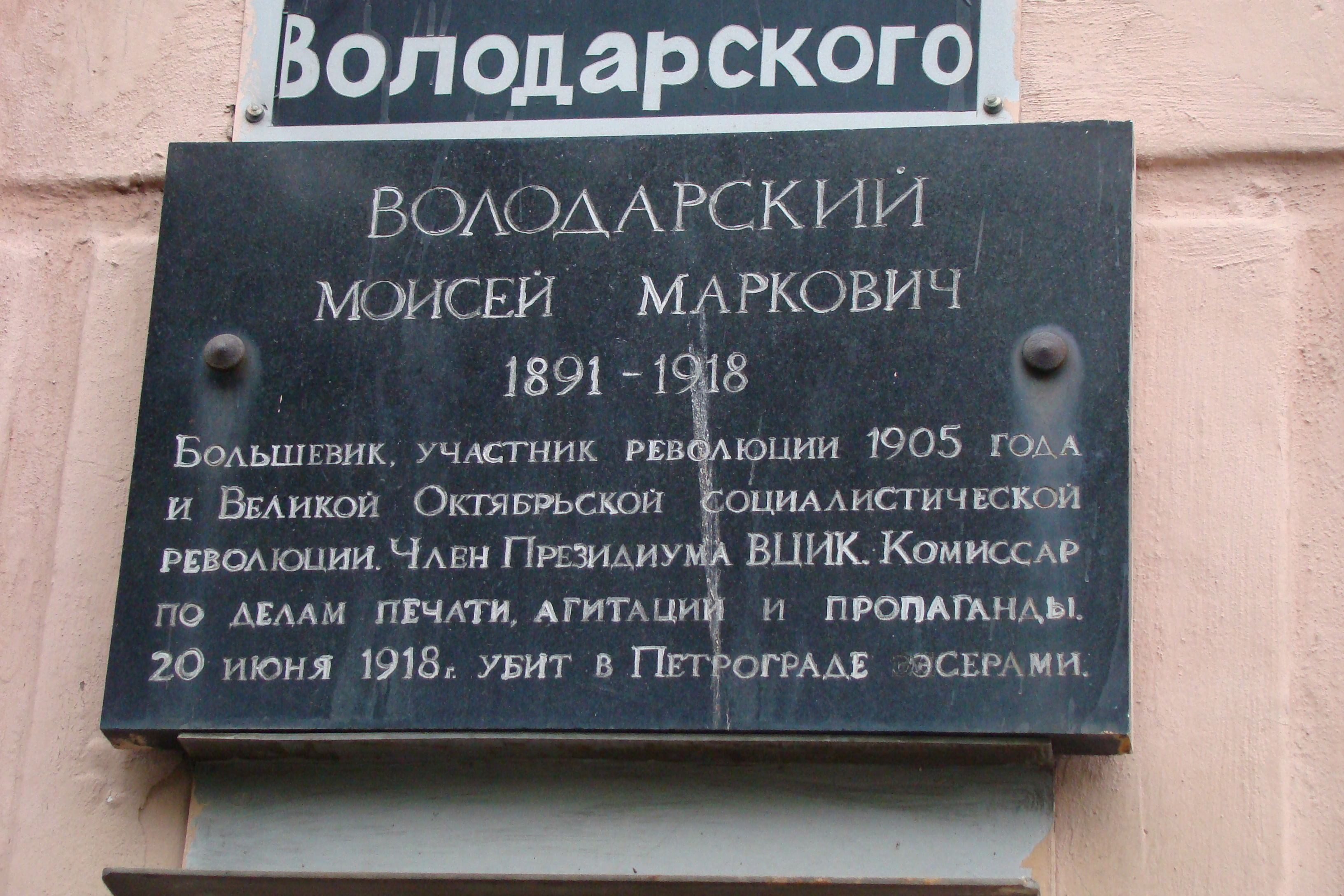
Мемориальная доска ул. Володарского 10 в Мурманске
Надгробие Володарскому и Воскову на Марсовом поле
Табличка на доме по улице Володарского в Челябинске
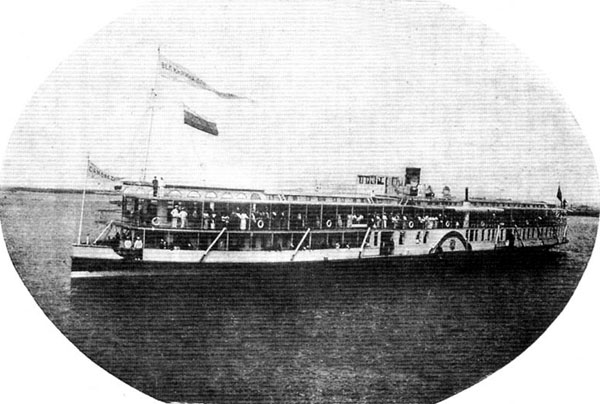
Пароход «Володарский» (1918 - 1989).

## Киновоплощение
- 1967 — «Штрихи к портрету В. И. Ленина», фильм 1-й «Поимённое голосование». В роли В. Володарского — Виктор Сергачёв

### Комментарии
1. ↑  Псевдоним «В. Володарский» не имел имени (см. БСЭ); в литературе встречается ошибочная расшифровка инициала «Владимир». В «Красной газете» в ряде выпусков за разные годы на первой странице под заголовком газеты перед фамилией стоял инициал от его настоящего имени: «Основана М. Володарским»[1].
2. ↑  Красный террор начался практически сразу после захвата власти большевиками, задолго до покушений на руководителей ЧК и Ленина летом 1918 г.

### Сноски
1. ↑  Газеты в сети и вне её: "КГ" за 1927 г., №1 (2647), 1 янв. © Российская нац. биб-ка (РНБ). Дата обращения: 1 марта 2017. Архивировано 1 марта 2017 года.
2. ↑  Ныне в Хмельницкой области современной Украины.
3. ↑  БСЭ, 1-е издание, т.12, 1928, с. 775.
4. ↑  Иванян Э. А. Энциклопедия российско-американских отношений. XVIII-XX века.. — Москва: Международные отношения, 2001. — 696 с. — ISBN 5-7133-1045-0.
5. ↑  Рабинович А. Е. Моисей Урицкий: Робеспьер революционного Петрограда? // Отечественная история : журнал. — 2003. — № 1. — С. 3—23.
6. ↑  ВОЛОДАРСКИЙ В. (1891—1918). Дата обращения: 7 сентября 2010. Архивировано 10 октября 2010 года.
7. ↑  Бажанов Б. Г. Воспоминания секретаря Сталина. Архивная копия от 12 октября 2012 на Wayback Machine
8. ↑  «Коммерсантъ-Власть» 21-27 июля 2003
9. ↑  БСЭ, 1-е издание, т.12, 1928, с. 777.
10. ↑  Г. А. Князев. Из записной книжки русского интеллигента (1919-1922 гг. ) // Русское прошлое. Историко-документальный альманах. Книга 5. — 1995. — С. 219–220.
11. ↑  Кошель П. А. История российского терроризма. — М.: Голос, 1995. — С. 347−348. — 376 с. — ISBN 5-7117-0111-8. Архивировано 9 июля 2020 года.
12. ↑  Литвин А. Л. Красный и белый террор в России, 1918—1922 гг. — М.: Яуза; ЭКСМО, 2004. — С. 234—245.
13. ↑  Ратьковский И. С. Глава 3: Фактор белого террора в усилении карательно-репрессивной политики советского государства летом 1918 г. // Красный террор и деятельность ВЧК в 1918 году. — СПб.: СПбГУ, 2006. — С. 117—118. — § 2. Индивидуальный белый террор летом 1918 г.
14. ↑  Федеральная информационная адресная система Архивная копия от 21 апреля 2015 на Wayback Machine